# 琳达·古斯塔夫森
琳达·古斯塔夫森（英語：Linda Gustavson，1949年11月30日—），美国女子游泳运动员。她曾代表美国参加1968年夏季奥林匹克运动会游泳比赛，获得一枚金牌、一枚银牌和一枚铜牌。